# 青塘镇 (宁都县)
青塘镇，是中华人民共和国江西省赣州市宁都县下辖的一个乡镇级行政单位。

## 行政区划
青塘镇下辖以下地区：
青塘圩社区、坎田村、社岗村、孙屋村、青塘村、南堡村、赤水村、河背村、谢村、洋垄村、西迳村和坳背村。